# Death Breath
Death Breath ist eine schwedische Death-Metal-Band.

## Bandgeschichte
Death Breath wurde 2005 gegründet. Eines der Mitglieder ist Nicke Andersson, ehemaliger Schlagzeuger der Death-Metal-Band Entombed, hinzu kommen Magnus „Mange“ Hedquist am Bass und Robert Pehrsson (Gesang/Gitarre, ehemals Runemagick, Deathwitch und heute bei Thunder Express). Die selbstbetitelte Debüt-EP erschien 2006 bei Black Lodge Records, wo die Band seitdem unter Vertrag steht. Auf der Extended Play hat Dismember-Schlagzeuger Fred Estby einen Gastauftritt als Sänger. 2006 erschien das bisher einzige Album Stinking Up the Night. Als Gäste konnten neben Estby Scott Carlson (Repulsion/Cathedral) sowie Jörgen Sandström (Grave, Entombed, Vicious Art) gewonnen werden. 2007 erschien die Extended Play Let It Stink mit Coverversionen von Discharge, GBH und Bathory. Den US-amerikanischen Vertrieb aller Tonträger übernahm Relapse Records.

## Musikstil
Nicke Andersson, ehemaliger Hauptsongwriter der schwedischen Death-Metal-Legende Nihilist wollte mit seiner neuen Band, die er nicht als Sideprojekt versteht, zurück zu seinen Wurzeln. Death Breath klingen also nach Anderssons Vorgängerband Nihilist sowie frühen Entombed. Auch die Wahl der Gastmusiker gibt einen Hinweis auf den Musikstil. So handelt es sich bei Death Breath um simplen Old-School-Death_Metal, der ohne technische Finesse auszukommen versucht. Die Texte sind typische Death-Metal-Themen und handeln von Splatter- und Horrorfilmthemen wie Zombies, Psychopathen und Satan.

## Diskografie
- Death Breath (EP, 2006)
- Stinking Up the Night (2006)
- Let It Stink (EP, 2007)
- The Old Hag (EP, 2022)